# Kwas izoftalowy
Kwas izoftalowy – organiczny związek chemiczny, kwas aromatyczny zawierający dwie grupy karboksylowe w pozycji meta. Jego izomer orto to kwas ftalowy, a izomer para to kwas tereftalowy.